# مقياس الإشعاع

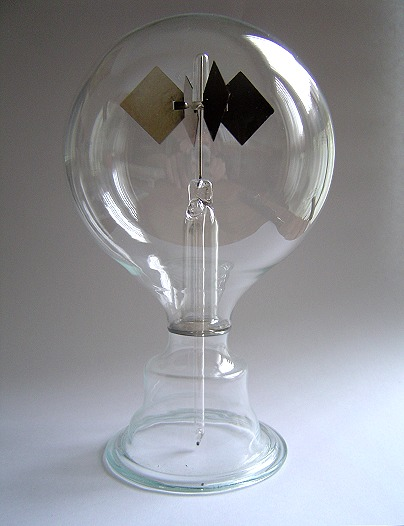
مقياس إشعاع كروكس حيث تدور الدوارات عند تعريضها للضوء مما يوفر قياسًا لشدة الإشعاع الكهرومغناطيسي.

مقياس الإشعاع هو جهاز يستخدم لقياس شدة الإشعاع الكهرومغناطيسي مثل الضوء. هناك مكاشيف مختلفة حسب المجال الكهرومغناطيسي مثل مجال الأشعة تحت الحمراء التي تقيس شدة الإشعاع في ذلك المجال؛ كما توجد أيضاً مكاشيف تقيس شدة الإشعاع في مجال الأشعة فوق البنفسجية وفي مجال الموجات الميكروية.

## الأنواع
توجد عدة تقنيات تمكّن من قياس الإشعاع الكهرومغناطيسي على اختلاف المبدأ العلمي للجهاز، منها على سبيل المثال:
- مقياس إشعاع كروكس ويسمى أيضاً الطاحونة الضوئية، كما يشار إليه عموماً باسم  راديومتر
- مقياس الإشعاع الحراري (بولومتر)
- مقياس الإشعاع السماوي (بيرانومتر)
- مقياس الإشعاع الشمسي (بيرهليومتر)
- مقياس شدة الإشعاع (أكتينومتر)